# 郑平城
郑平城（？—？），荥阳郡开封县（今河南省开封市）人，出自荥阳郑氏北祖第二房，是北魏中书博士郑小白的次子，郑胤伯的弟弟。

## 生平
郑平城官至太尉谘议，后转任骠骑咨议参军。魏孝文帝元宏为四弟广陵王元羽娶郑平城的长女郑始容为王妃。郑平城后外调为东平原郡太守，他的个性痴颠酗酒，做官贪婪凶残。郑平城死后，朝廷赠予假节、都督南青州诸军事、征虏将军、南青州刺史。

## 家族

### 夫人
- 李晖仪，出自陇西李氏姑臧房，龙骧将军、荥阳郡太守、姑臧穆侯李承之女

### 子女
- 郑始容，长女，嫁司空、广陵王元羽[6]
- 郑伯猷，长子，骠骑大将军、护军将军、南青州刺史、武城子[6]
- 郑仲衡，次子 ，征虏将军、平原郡太守[6]
- 郑輯之，三子，金紫光祿大夫、东济北郡太守、肥城戍主、成皐男[6]
- 郑怀考，四子，征虏将军、河间郡太守、仁州刺史[6]
- 郑氏，次女，嫁范阳卢□[6]
- 郑氏，三女，嫁陇西李𤥺[6]
- 郑氏，四女，嫁清河[6]